# Nikephoros II Phokas

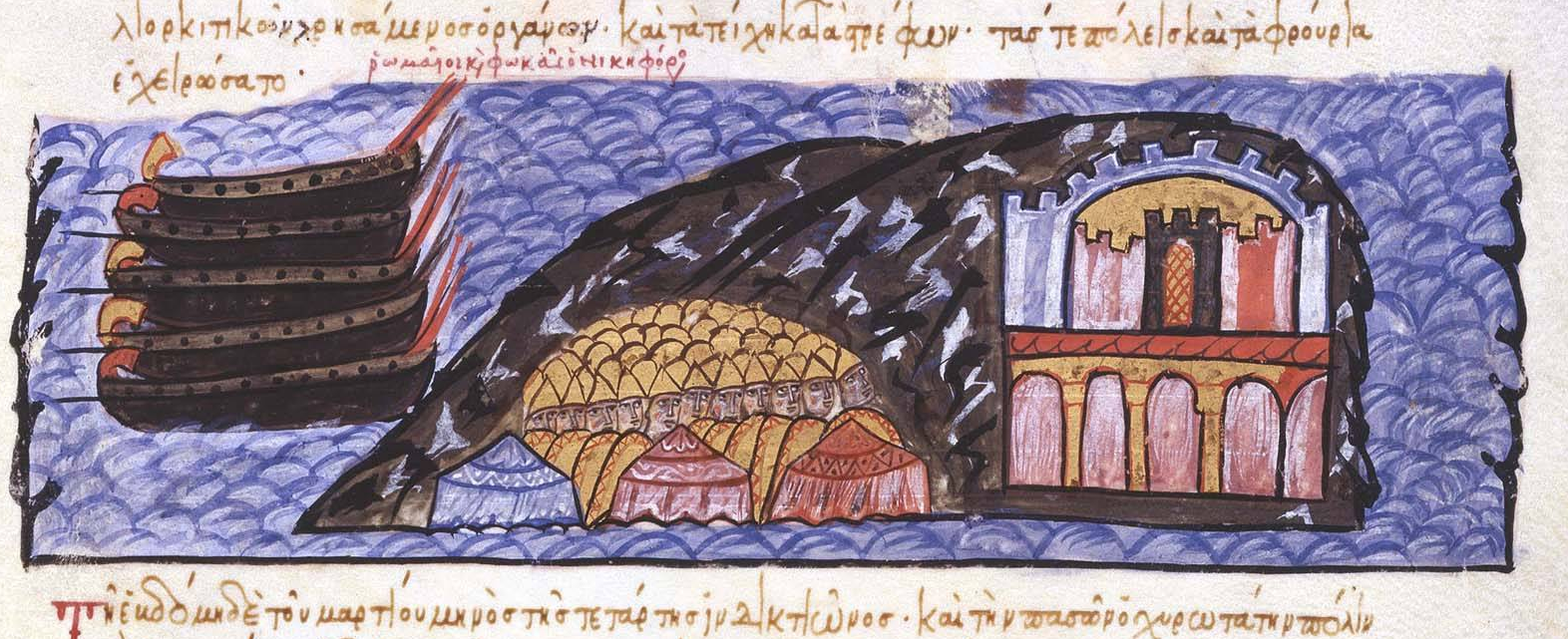
Đoạn mô tả về cuộc vây hãm thành Chandax của Phokas, mùa đông năm 960-961

Nikephoros II Phokas (Νικηφόρος Β΄ Φωκᾶς, Nikēphoros II Phōkas) (khoảng 912 – 10–11 tháng 12, 969) là Hoàng đế Đông La Mã từ năm 963 đến 969. Những chiến công xuất sắc của ông đã góp phần vào sự hồi sinh của Đế quốc Đông La Mã trong thế kỷ 10. Ngày 9 tháng 11 năm 2004, Hải quân Hy Lạp nhằm vinh danh Hoàng đế Nikephoros đã lấy tên của ông đặt cho tàu khu trục lớp Kortenaer thứ mười là Nikiforos Fokas F-466 (tiền thân là HNLMS Bloys Van Treslong F-824). Ngoài ra, trong đơn vị khu vực Rethymno tại Kríti, một khu tự quản (Nikiforos Fokas) được mang tên ông, cũng như nhiều đường phố trên khắp Hy Lạp.

## Binh nghiệp
Nikephoros Phokas sinh vào khoảng năm 912 và thuộc về một gia tộc xứ Cappadocia đã sản sinh ra một vài danh tướng lẫy lừng, trong đó có cha của Nikephoros Bardas Phokas, anh trai Leon Phokas, và ông nội Nikephoros Phokas Già, đều từng giữ chức Tổng chỉ huy các đạo quân (domestikos tōn scholōn). Mẹ ông không rõ họ tên, là một thành viên của một danh gia vọng tộc Maleinoi gốc gác Anatolia.
Nikephoros gia nhập quân đội hồi còn trẻ tuổi. Ông được bổ nhiệm làm thống đốc quân sự của thema Anatolikon vào năm 945 dưới thời Hoàng đế Konstantinos VII. Khi phụ thân bị thương trong trận chiến năm 953, Nikephoros được thăng làm chỉ huy tối cao trên biên giới phía đông. Trong cuộc chiến tranh với vương triều Abbas dưới thời Al-Muti, Nikephoros hứng chịu thất bại thảm khốc vào năm 954, kể từ đó ông dần phục hồi trong những năm sau qua chiến thắng ở Syria, bắt đầu vào năm 957. Từ sau khi Hoàng đế Romanos II lên ngôi vào năm 959, Nikephoros và em trai Leon phụ trách thống lĩnh các đạo quân miền tây và miền đông. Năm 960, 27.000 lính chèo thuyền và thủy binh được tập hợp thành một hạm đội 308 tàu chở 50.000 quân. Nhờ sự tiến cử của viên đại thần có thế lực trong triều là Joseph Bringas, Nikephoros được giao phó dẫn đầu đoàn quân viễn chinh thảo phạt Tiểu vương quốc Kríti của người Saracen. Sau chín tháng bao vây, Nikephoros chọc thủng thành Chandax và giành lấy quyền kiểm soát toàn bộ hòn đảo này từ tay người Hồi giáo vào năm 961. Khi trở về Constantinopolis, ông đã bị từ chối cử hành lễ ăn mừng chiến thắng đầy vinh dự theo như thông lệ, mà chỉ được phép đón nhận màn tung hô trong Hippodrome.
Nikephoros sớm quay trở lại phía đông với một đạo quân lớn và được trang bị tốt hơn hẳn. Trong các chiến dịch năm 962-963, ông đã sử dụng một chiến lược tuyệt vời để chinh phục các thành phố vùng Cilicia và tiến quân vào Syria. Tại đây, ông chiếm được Aleppo, thông đồng với đứa cháu Ioannes Tzimiskes, nhưng họ đã không giữ được nó mãi. Chính trong những chiến dịch này mà ông nhận được sự trầm tỉnh, "Cái chết nhợt nhạt của người Saracen". Quãng thời gian đánh thành Aleppo, quân đội Đông La Mã đã sở hữu chiến lợi phẩm gồm 390.000 đồng dinar bạc, 2.000 con lạc đà và 1.400 con la.

## Lên ngôi
Ngày 15 tháng 3 năm 963, Hoàng đế Romanos II bất ngờ qua đời ở tuổi hai mươi sáu không rõ nguyên nhân. Cả nguồn sử liệu đương thời và các sử gia sau này dường như đều tin rằng sức khỏe của vị Hoàng đế trẻ tuổi đã sa sút trầm trọng do tửu sắc quá độ, hoặc nghi ngờ vợ là Hoàng hậu Theophano (khoảng 941–sau 976) đầu độc ông. Theophano nổi tiếng là một phụ nữ thông minh và đầy tham vọng. Sau đó bà còn được thiên hạ biết đến sự tàn nhẫn trong việc đạt mục tiêu bằng bất cứ giá nào. Romanos đã phong đồng hoàng đế cho hai đứa con Basileios II và Konstantinos VIII. Vào lúc Romanos băng hà, Basileios mới có năm tuổi và Konstantinos chỉ mới lên ba, vì vậy Theophano được chỉ định làm nhiếp chính.

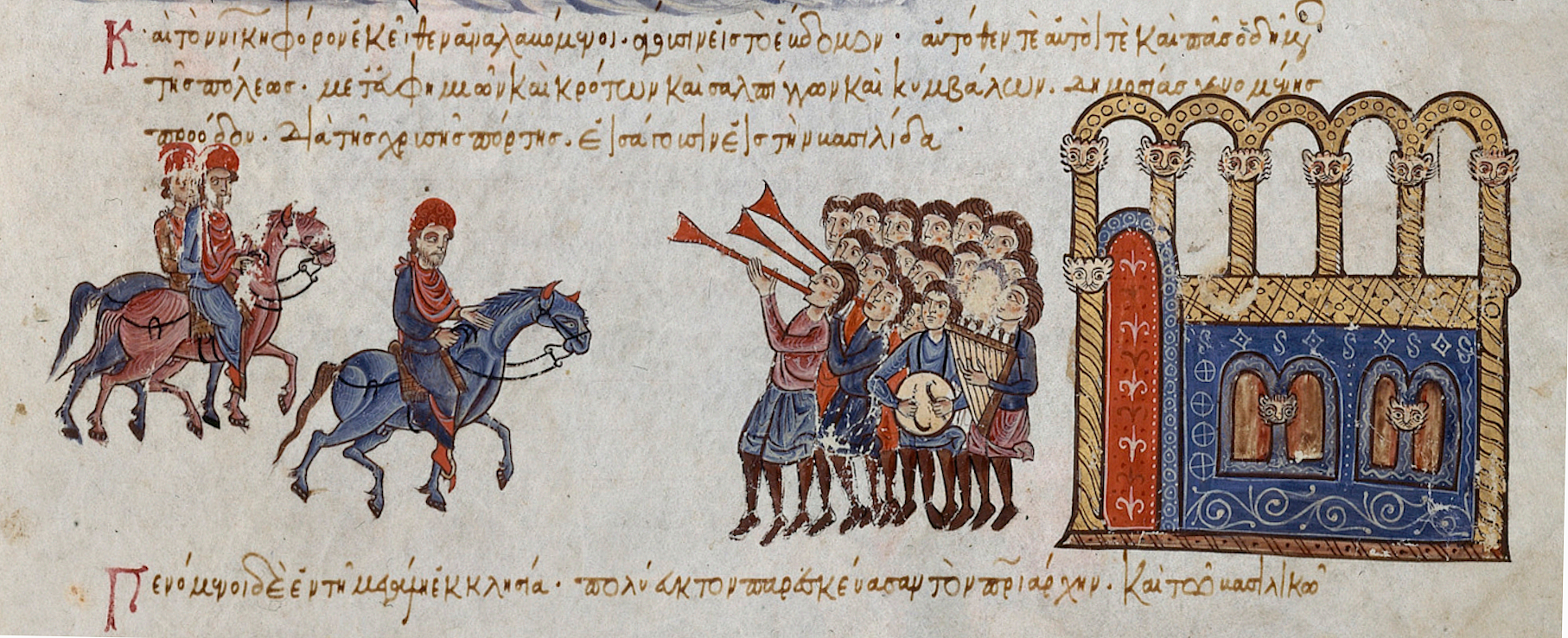
Hoàng đế Nikephoros tiến vào kinh thành Constantinopolis qua Cổng Hoàng Kim với tư cách là hoàng đế vào mùa hè năm 963.

Theophano không được phép cai trị một mình. Joseph Bringas, viên thái giám trong cung trở thành người đứng đầu hội đồng nhiếp chính của Romanos đã duy trì địa vị của ông. Theo các nguồn sử liệu đương thời thì ông dự tính nắm giữ đại quyền trong tay mình. Ông cũng cố gắng hạn chế quyền hành của Nikephoros Phokas. Vị tướng bách chiến bách thắng này đã được triều đình chấp nhận là tổng chỉ huy quân đội trên thực tế và giữ vững mối dây liên kết của mình với tầng lớp quý tộc. Joseph sợ rằng Nikephoros có thể đòi lại ngai vàng với sự ủng hộ của cả quân đội và giới quý tộc. Những toan tính của Joseph trong những tháng sau khiến cả Theophano và Nikephoros đều chống đối ông. Không hiểu rõ về Joseph, Nikephoros được người cháu Ioannes Tzimiskes xúi giục đoạt lấy ngôi vị, và ông quyết định mật đàm với Theophano. Nhờ sự giúp đỡ của Theophano và viên thượng phụ, Nikephoros Phokas tiếp nhận quyền thống lĩnh tối cao các lực lượng phía đông rồi sau khi được toàn quân tôn làm Hoàng đế vào ngày 2 tháng 7 năm 963, ông liền hành quân hướng về thủ đô, tại đây phe đảng của ông đã vùng lên lật đổ Bringas. Nhờ lấy lòng binh sĩ và sự phò trợ của phe cánh những người con của Romanos, Nikephoros II Phokas mau chóng làm lễ đăng quang vào ngày 16 tháng 8 năm 963, rồi bất chấp sự phản đối của thượng phụ, ông đã kết hôn với mẹ của 2 vị đồng hoàng đế Basileios II và Konstantinos VIII là nhiếp chính vương Theophano.

## Chinh chiến

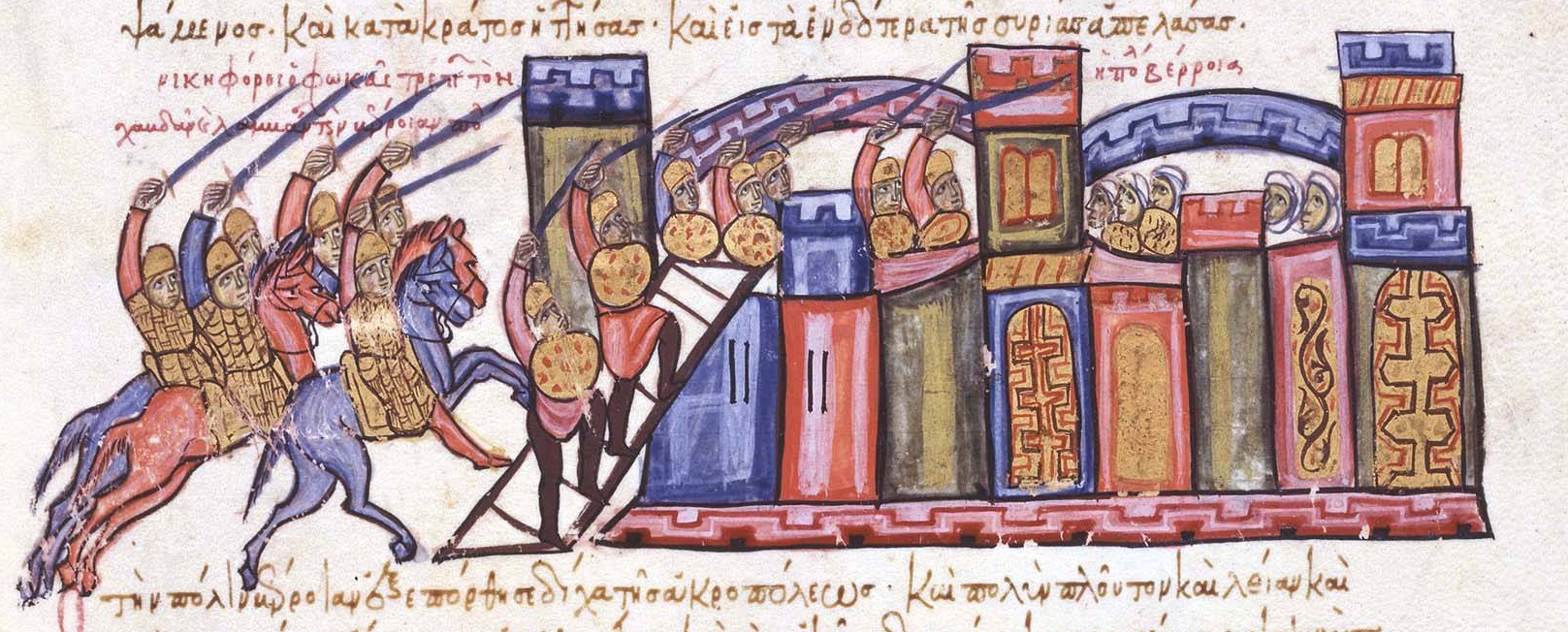
Quân của Phokas đánh chiếm thành Aleppo

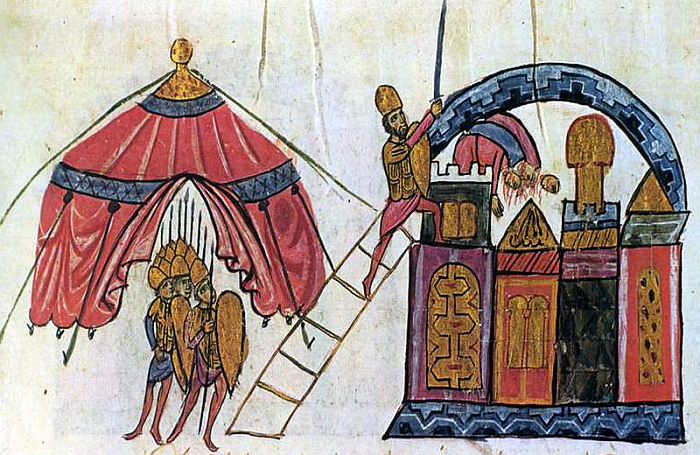
Quân đội Đông La Mã đột kích chiếm thành Antioch, năm 969

Nikephoros II Phokas đã tiến hành nhiều cuộc chiến tranh trong suốt triều đại của mình. Chiến dịch chinh phạt đầu tiên ngay khi mới lên ngôi là chống lại Tiểu vương quốc Aleppo nhà Hamdanid từ năm 961 đến năm 962. Mục tiêu của ông không phải nhằm chinh phục tiểu vương quốc mà là để chấm dứt vai trò của nó như là một cường quốc khu vực – thành phố Aleppo bị tàn phá nặng nề và quân binh tan rã nhưng các vùng lãnh thổ thì không bị sáp nhập. Từ năm 964 đến năm 966 hoàng đế dẫn 40.000 quân chinh phục Cilicia và đánh phá Lưỡng Hà và Syria, trong khi patrikios Niketas Chalkoutzes giành lại đảo Síp. Năm 968, Nikephoros tiến hành một cuộc công kích đến tận thành phố Tripoli, đánh phá và cướp phá hầu hết các pháo đài dọc đường đi. Mục đích của ông là nhằm cắt đứt Antiochia khỏi các đồng minh của mình: thành phố đã hai lần bị phong tỏa không thành vào năm 966 và 968, do đó hoàng đế quyết định để cho toàn thành chịu đói và để lại một phân đội (taxiarchy) 1500 quân trong đồn Baghras nằm trên đường từ Antiochia đến Alexandretta. Viên chỉ huy đồn là patrikios Michael Bourtzes, không tuân theo lệnh của hoàng đế và chiếm thành Antiochia bằng một cuộc đột kích, được sự trợ giúp từ binh sĩ của stratopedarch Petros, thái giám của gia đình Phokas. Bourtzes cảm thấy hổ thẹn vì sự bất phục tùng của mình, và sau đó tham gia vào âm mưu giết Phokas. Trên vùng biên cương phía bắc, ông bắt đầu một cuộc chiến tranh chống lại người Bulgaria vào năm 967, mà Đông La Mã từng chịu cống nạp. Nikephoros cho thu hồi cống phẩm và hối lộ (số tiền lên đến 15.000 pound vàng) Vua Sviatoslav I của Kiev mang quân tấn công Bulgaria. Cuộc xâm lược của vị vua này hữu hiệu đến mức Nikephoros đã nối lại liên minh với Bulgaria và quay lưng lại với đồng minh Kiev của mình.
Thế nhưng Nikephoros II lại tỏ ra không thành công trong các cuộc chinh chiến ở phía tây. Sau khi từ bỏ khoản tiền nộp cống cho khalip nhà Fatimid, ông bèn gửi một đạo quân viễn chinh đến Sicilia dưới sự thống lĩnh của người em họ không hôn thú Manuel Phokas, con của Leon Cả (964–965), nhưng lại bị đánh bại cả trên bộ và trên biển đến nỗi phải triệt thoái khỏi đảo hoàn toàn. Năm 967, ông cầu hòa với nhà Fatimid vùng Kairawan và quay sang bảo vệ mình chống lại kẻ thù chung, Otto I đã tự xưng làm Hoàng đế phương Tây và đưa quân tấn công vào các vùng đất thuộc sở hữu của Đông La Mã ở Ý. Sau một số thành công ban đầu, các tướng lĩnh của ông đã bị đánh lùi trở lại vùng bờ biển phía Nam. Tình trạng căng thẳng giữa hai miền Đông Tây là kết quả từ các chính sách mà Nikephoros theo đuổi có thể nhìn thoáng qua những đoạn mô tả không tốt về ông và triều đình của mình của Giám mục Liutprand thành Cremona trong tác phẩm nhan đề Relatio de legatione Constantinopolitana. Sự mô tả của vị giám mục về Nikephoros bị che khuất bởi thái độ cư xử đầy ác ý mà ông nhận được trong khi đang thực hiện một sứ mệnh ngoại giao đến Constantinopolis. Nikephoros, con người của chiến tranh, có vẻ như không giỏi ngoại giao. Nhằm tăng thêm sự chà đạp vào vết thương lòng này, Giáo hoàng Gioan XIII đã gửi một bức thư cho Nikephoros lúc Liutprand đang ở Constantinopolis, trong thư có gọi Otto I là Hoàng đế La Mã thậm chí còn xấc xược hơn khi đề cập đến Nikephoros chỉ đơn thuần là Hoàng đế của người Hy Lạp. Liutprand gặp thất bại trong mục tiêu tìm kiếm một cô công chúa Đông La Mã làm vợ cho người con út của Otto, chính là vị hoàng đế trong tương lai Otto II.

## Nội chính

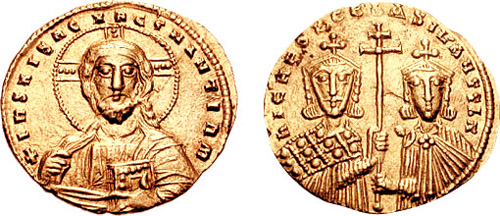
Nikephoros II (bên phải) và người con riêng Basileios II.

Do không tiếc tiền của đổ vào cho việc nuôi dưỡng quân đội mà Nikephoros II bị buộc phải thực thi một nền kinh tế cứng nhắc tại các tỉnh thành khác. Ông giảm bớt những khoản chi hào phóng của triều đình và hạn chế quyền miễn trừ của hàng giáo sĩ, và đương khi thực hiện "thắt lưng buộc bụng" có phần khổ hạnh, ông còn cấm cả việc xây cất những tu viện mới. Thế nhưng do thuế má nặng nề và tiền đúc mất giá đã khiến ông không được lòng dân và dẫn đến bạo loạn. Sau cùng, hoàng đế bị chính vợ mình bỏ rơi, và do hậu quả từ một mưu toan soán vị do bà chủ mưu với đứa cháu và là tình nhân tên là Ioannes Tzimiskes, mà Nikephoros II đã bị ám sát ngay tại phòng ngủ của mình. Sau cái chết của ông, gia tộc Phokas đột nhiên gia nhập vào cuộc khởi nghĩa dưới sự lãnh đạo của Bardas Phokas, cháu của Nikephoros, nhưng cuộc nổi dậy của họ đã bị trấn áp kịp thời.
Nikephoros là tác giả của những bài luận thuyết còn sót lại bàn về các chiến thuật quân sự, nổi tiếng nhất là Praecepta Militaria, trong đó có chứa đựng những thông tin quý giá liên quan đến binh pháp trong thời của ông, và ít được biết đến là Bàn Về Giao Tranh (Περὶ Παραδρομῆς Πολέμου trong tiếng Hy Lạp nguyên thủy), liên quan đến các chiến thuật giống như du kích dành cho quân phòng thủ chống đỡ lực lượng xâm lược hùng hậu của đối phương — dù nó giống như tác phẩm sau, thì ít nhất không được biên soạn bởi Hoàng đế mà là cho chính ông: dịch giả và biên tập viên George T. Denis gợi ý rằng nó có lẽ được viết ra bởi hoàng đệ Leon Phokas, về sau trở thành Domestikos phía Tây. Nikephoros là một người rất sùng đạo, và ông đã giúp người bạn của mình là tu sĩ Athanasios, sáng lập tu viện Đại Lavra trên núi Athos.

## Bị ám sát

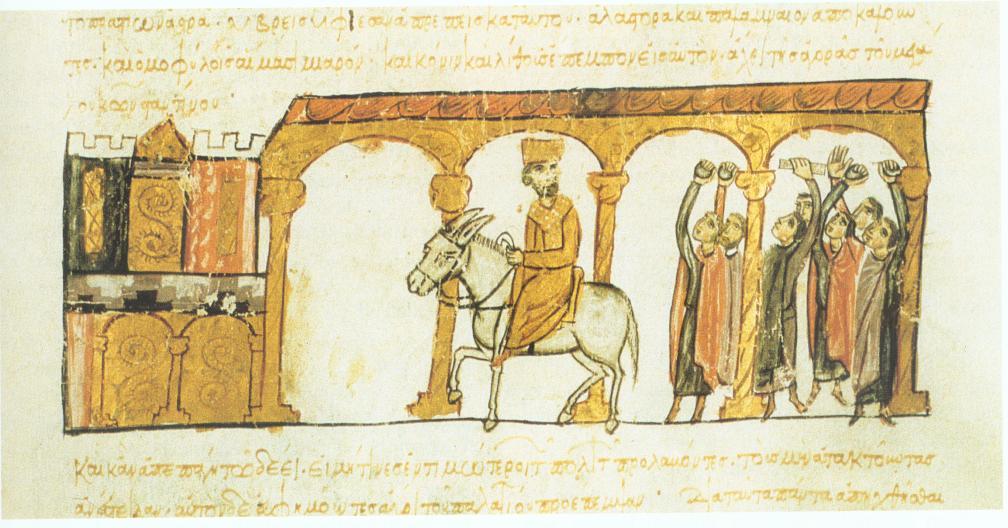
Quân đội Đông La Mã tiến hành binh biến chống lại Nikephoros Phokas.

Với mối lo âu vây quanh hoàng đế, người vợ thứ hai Theophano đã gian díu với tình nhân của bà vốn là cháu và tướng của Nikephoros II mang tên Ioannes Tzimiskes. Theophano và Tzimiskes âm thầm gặp nhau và mưu tính giết Nikephoros, và âm mưu này sau cùng đã lan đến cả những người khác - cụ thể là Michael Bourtzes (viên chỉ huy bị thất sủng đã chiếm thành Antiochia một vài tháng trước đó) và tôi tớ của ông Theodoros, Leon Balantes (từng được hoàng đế nộp tiền chuộc vào năm 966) và Leon Pediasimos, một trong những thuộc hạ đáng tin cậy của Tzimiskes. Vào một đêm lặng, những kẻ âm mưu mặc đồ phụ nữ đã lọt vào cung điện. Nikephoros hay tin rằng những kẻ ám sát đang ở trong điện, và ông liền ra lệnh cho binh lính lùng sục khắp nơi. Đám lính canh rời khỏi phòng của hoàng hậu chưa được lục soát, vì vậy mà nhóm sát thủ thoát nạn. Sau đó, khi Nikephoros đang ngủ trên sàn nhà trước tranh ảnh các thánh, Tzimiskes và những người khác đã lẻn vào phòng ngủ của ông, đầu tiên bọn họ hoảng hốt khi tìm thấy giường trống (Nikephoros thường xuyên ngủ trên sàn nhà). Bị đánh thức bởi tiếng ồn, Nikephoros bỗng nhiên vùng dậy khi một trong những tên sát thủ vung lưỡi kiếm cố sức chém đầu ông. Lưỡi kiếm đâm trúng vào mặt ông rồi toàn thân bị kéo vào chân giường, nơi Tzimiskes đang ngồi. Tzimiskes sau đó hét lên:
"Hãy nói ta nghe, hỡi tên bạo chúa vô tri vô giác và tàn bạo nhất kia, dù khó tránh khỏi những xét đoán của ta là ngươi đã vươn lên tới tận đỉnh cao quyền lực La Mã? Hà cớ gì mà ngươi không trả ơn cho xứng với công lao phụng sự? Hà cớ gì do tánh hiểm độc và chứng điên rồ làm cho mù quáng, mà ngươi không ngần ngại loại bỏ ta, người phụ tá của ngươi, ra khỏi chức chỉ huy quân đội?...."
Đầu ông bị cắt đứt và đem bêu khắp phố phường trên một cây đinh ba, trong khi xác thì ném ra ngoài cửa sổ. Ông được chôn cất tại Nhà thờ các Thánh Tông Đồ, và Ioannes Tzimiskes lên ngôi hoàng đế hiệu là Ioannes I. Một dòng chữ khắc trên mặt bên của lăng mộ Nikephoros ghi là: "Ngươi đã chinh phục tất cả, ngoại trừ một người phụ nữ" (Ώ πλην γυναικός τα δ' άλλα Νικηφόρος).
John Julius Norwich có nói "Đây là một vị trí danh dự; thế nhưng Nikephoros Phocas, Cái Chết Trắng của người Saracen, vị anh hùng xứ Syria và Kríti, thánh thiện và xấu xa, hào hoa và khó chịu, đã xứng đáng có một kết thúc tốt đẹp hơn".

## Chân dung
Trong đoạn mô tả của Giám mục Liutprand về Nikephoros, một nguồn tư liệu có ý thiên vị rõ ràng, ông được mô tả như sau:
...một người đàn ông kỳ hình dị tướng, lùn tịt, đầu to và trông giống như một nốt ruồi khi nhìn vào đôi mắt ti hí của ông; kinh tởm trước dáng người thấp bé, nặng nề, béo núc, và một nửa bộ râu đáng kính của mình; bị ghét bỏ bởi cái cổ dài thòng; có nhiều lông qua chiều dài và độ dày của mái tóc; mang màu da của một tên Ethiopia; mà một người sẽ không sẵn lòng đón tiếp một ai đó ngay giữa đêm hôm khuya khoắt; với bụng bự, chỗ thắt lưng gầy còm, phần hông rất dài như đang lưu tâm đến tầm vóc ngắn cũn của ông, đôi chân nhỏ nhắn, tương xứng như gót chân và bàn chân của mình; mặc một bộ quần áo đắt tiền nhưng quá cũ, và có mùi hôi và nhạt dần qua năm tháng; đi thì mang đôi giày Sicyonia; miệng lưỡi trơ trẽn, đúng bản chất của một con cáo già, bội ước và gian dối như Ulysses.

## Gia quyến
Trong lần hôn nhân đầu tiên, Nikephoros II Phokas có với Maleina giấu tên một người con trai tên là Bardas Phokas qua đời từ trước năm 969. Qua lần hôn nhân thứ hai với Hoàng hậu Theophano, Nikephoros II không có con cái.

## Hậu duệ
Trong những thập kỷ cuối của thế kỷ thứ mười, dòng họ Phokades liên tục cố gắng để với tới ngôi vị một lần nữa và gần như đã thành công khi cháu của Nikephoros, Bardas Phokas Trẻ dấy loạn chống lại sự cai trị của Basileios II. Cái chết của ông, có thể là do tim ngừng đập, đặt dấu chấm hết cho cuộc nổi loạn, và cuối cùng là ưu thế chính trị của dòng họ Phokades, dù con của ông là Nikephoros Phokas Tanytrachelos đã phát động một cuộc nổi dậy vào năm 1022 cùng với Nikephoros Xiphias nhưng mau chóng bị triều đình dẹp tan.